# Das Phantom der Oper (Musical, 1986)
Das Phantom der Oper (engl. Originaltitel The Phantom of the Opera) ist ein 1986 uraufgeführtes Musical in zwei Akten von Sir Andrew Lloyd Webber und Richard Stilgoe, das auf dem Roman Das Phantom der Oper des Franzosen Gaston Leroux von 1911 basiert. Die Liedtexte in englischer Sprache schrieben Charles Hart und Richard Stilgoe sowie ergänzend Mike Batt, die deutsche Übersetzung stammt von Michael Kunze. Die Regie der ursprünglichen Inszenierung übernahm Harold Prince.
Mit Inszenierungen in 27 Ländern und mehr als 130 Millionen Besuchern gilt es als das erfolgreichste Musical aller Zeiten. Am Broadway wurde das Musical von 1988 bis 2023 aufgeführt, nur unterbrochen durch die Schließung während der COVID-19-Pandemie.

## Hintergrund
Die englischsprachige Erstaufführung des Musicals fand am 9. Oktober 1986 am Her Majesty’s Theatre in London statt. Am Broadway in New York lief das Stück vom 26. Januar 1988 bis 16. April 2023 im Majestic Theatre und ist das mit fast 14.000 Aufführungen am meisten am Broadway gespielte Stück. Die Broadwayfassung wurde mit 7 Tony Awards ausgezeichnet, der wichtigsten amerikanischen Auszeichnung für Theateraufführungen.
Die deutschsprachige Erstaufführung wurde in Österreich im Theater an der Wien in Wien am 20. Dezember 1988 gezeigt. In Deutschland wurde das Stück zum ersten Mal am 29. Juni 1990 im eigens dafür erbauten Theater Neue Flora in Hamburg aufgeführt. In der Schweiz lief es am Musical Theater Basel am 12. Oktober 1995 zum ersten Mal. Am 19. Februar 2013 gab Stage Entertainment bekannt, dass das Musical von Dezember 2013 an für 10 Monate wieder im Theater Neue Flora in Hamburg gespielt wird. Allerdings wurde die Spielzeit wegen des großen Erfolgs verlängert und so fiel der letzte Vorhang erst am 30. September 2015.
Am 12. November 2015 feierte das Musical im Metronom Theater in Oberhausen Premiere. Das Musical hatte seine Dernière dort am 4. September 2016.
Lloyd Webbers Musical ist heute eines der weltweit bekanntesten und auch beliebtesten Musicals. Es wurde unter anderem in England, den USA, Österreich, Deutschland, Japan, Korea, Mexiko, Ungarn, Belgien, Dänemark, Spanien, Kanada und den Niederlanden (Het spook van de opera von Seth Gaaikema) erfolgreich aufgeführt. 2016 sollte es nach Paris in das Théâtre Mogador kommen, was jedoch durch einen Brand im Theater verhindert wurde.
Am 1. und 2. Oktober 2011 feierte das Musical mit einer neu und aufwendig inszenierten Version, präsentiert von Andrew Lloyd Webber und Cameron Mackintosh, in der Londoner Royal Albert Hall sein 25-jähriges Bühnenjubiläum. Es gab drei Aufführungen, wovon die dritte live über Satellit weltweit in Kinos übertragen wurde. Die Produktion ist unter dem Namen The Phantom of the Opera at the Royal Albert Hall bei einigen Streaminganbietern abrufbar.
2012 feierte eine komplett überarbeitete Produktion im Vereinigten Königreich ihre Premiere, diese Inszenierung benutzte neue Bühnenbilder und einen anderen Kronleuchter. Sie wurde seit dem von den meisten Produktionen übernommen.
Einige der bekanntesten Musiktitel sind:
- Das Phantom der Oper (The Phantom of the Opera)
- Könntest du doch wieder bei mir sein (Wishing You Were Somehow Here Again)
- Denk an mich (Think of Me)
- Engel der Lieder/Muse (Angel of Music)
- Die Musik der Dunkelheit/Nacht (The Music of the Night)
- Von nun an gibt es kein Zurück (The Point of No Return)

Leroux’ Roman wurde noch zu weiteren Bühnenfassungen (darunter auch Musicals) verarbeitet, die aber international weniger bekannt als das Musical von Andrew Lloyd Webber wurden.

## Handlung und Inszenierung

### Prolog

#### Paris 1905
In der Pariser Oper findet eine Auktion statt, bei der Requisiten aus vergangenen Tagen versteigert werden. Zur Versteigerung kommt mit der Losnummer 665 zunächst „eine Spieluhr aus Pappmaché in Form einer Drehorgel. Darauf die Figur eines Äffchens in persischer Tracht, das die Zimbeln schlägt“. Raoul, 70 Jahre alt, ersteigert dieses Stück, welches man in den Kellergewölben der Oper fand, für 30 Franc. Er sinniert, dass sie (Christine) ihm von genau dieser Figur erzählt hat. Als Nächstes wird mit der Losnummer 666 der einst zerbrochene Kronleuchter aus dem Zuschauerraum der Oper aufgerufen. Um die anwesenden Bieter von der Güte der Reparatur zu überzeugen, erstrahlt dieser in hellem Licht und wird unter den pompösen Klängen der Ouvertüre von der Bühne zur Decke über dem Zuschauerraum hinaufgezogen.

### Akt I

#### Paris 1870
Während der Proben zur (von Webber erfundenen) Oper „Hannibal“ von Chalumeau, gerade als die Primadonna Carlotta Giudicelli eine Arie vortragen soll, stürzt ein Teil der Kulisse herab. Die Direktoren Firmin und André versuchen, das Ensemble zu beruhigen, doch Carlotta weigert sich erbost und aufgeschreckt, weiterzusingen. Das Chormädchen Christine Daaé wird als Ersatz vorgeschlagen und schließlich ausgewählt, andernfalls müssten die Direktoren die bereits ausverkaufte Vorstellung stornieren. Christine singt zunächst vor, und während des Liedes wechselt die Szenerie zur Galavorstellung. Der junge Adlige Raoul, Vicomte de Chagny sitzt in der Loge und ist verblüfft, Christine zu sehen. Er erkennt sie als eine Jugendfreundin wieder und erinnert sich an eine erste Liebelei mit ihr (Think of me/Denk’ an mich). Nach dem Auftritt geht Christine zur Garderobe, Meg Giry, die Tochter der Ballettlehrerin Madame Giry, ist ihr gefolgt. Christine erzählt dem Mädchen, wie sie der „Engel der Lieder“ gelehrt habe, zu singen (Angel of Music/Engel der Lieder). Kurz darauf besucht auch Raoul Christine in ihrer Garderobe und beglückwünscht sie zu ihrem Erfolg. Beide kennen sich noch aus Kindertagen und treffen sich erstmals seit langer Zeit wieder. Raoul, mit dem sie als Kind oft auf dem Dachboden des Elternhauses gespielt hat, erklärt ihr seine Zuneigung und Christine beichtet auch ihm, dass ein „Engel der Musik“ ihr das Singen beigebracht habe (Little Lotte/Liebes Lottchen). Beide wissen nicht, dass sie dabei vom Phantom beobachtet werden, welches sich ebenfalls in Christine und ihre Stimme verliebt hat.
Als Christine wieder alleine in ihrer Garderobe ist, hört sie erneut die Stimme des „Engels der Musik“ (The Mirror/Der Spiegel). Wütend vor Eifersucht offenbart der „Engel“ Christine seine wahre Identität als das Phantom der Oper und nimmt sie mit hinab in die Kellergewölbe des Opernhauses. Raoul, der sich von Christine verabschieden wollte und erneut die Garderobe betritt, sieht völlig verblüfft, wie Christine scheinbar durch den Garderobenspiegel entschwindet. Sie steigt eine lange Treppe hinab und steht nun dem Phantom von Angesicht zu Angesicht gegenüber. Dieses wiederum lädt Christine zu einer Bootsfahrt über den unterirdischen See ein, während der Fahrt kommt es zu einem bewegten Duett (Phantom of the Opera/Phantom der Oper). Im Versteck des Phantoms angekommen, singt es für Christine von seiner Liebe zur Musik (The Music of the Night/Musik der Nacht) und verkündet ihr, dass es Christine auserwählt habe, seine Kompositionen zu singen. Dann zeigt es ihr eine Nachbildung ihrer Selbst – eine Puppe im Brautkleid – worauf sie in Ohnmacht fällt. Das Phantom trägt sie behutsam zu einem prunkvollen Bett.
Christine erwacht wieder und sieht sich um. Sie entdeckt eine Spieluhr aus Pappmaché in Form einer Drehorgel. Das Phantom sitzt an einer echten Orgel und komponiert (I Remember…/Die Erinnerung kehrt zurück). Völlig in seine Arbeit vertieft, bemerkt es nicht, wie Christine sich an ihn heranschleicht. Sie reißt ihm seine Maske herunter und sieht sein entstelltes Gesicht. Nach einem Wutausbruch gibt sich das Phantom reumütig und klagt, dass es sich doch nichts weiter wünsche, als von Christine ebenfalls geliebt zu werden (Stranger than you Dreamt it/Schlimmer als ein Alptraum). Danach bringt das Phantom sie zurück in ihre Garderobe.
Der Bühnenmeister Joseph Bouquet (auch Buquet geschrieben) unterhält indessen die Ballettmädchen mit Schauergeschichten über das Phantom. Die verängstigten Mädchen lauschen gespannt seiner Beschreibung: eine Haut wie Pergament und unter den Augen ein schwarzes Loch, wo sonst eine Nase sein sollte. Wenn man dem Phantom begegnet, solle man besser aufpassen, denn sonst fange es einen mit seinem „Punjab-Lasso“ (eine indische Fangschlinge) ein. Madame Giry hat alles beobachtet und rät Bouquet, lieber zu schweigen (Magical Lasso/Zauberlasso). Sie überbringt Firmin, André, Raoul und Carlotta gewisse Briefe, unterzeichnet mit O.G. für Operngeist. Darin wird gefordert, dass Christine auch weiterhin die Rollen von Carlotta übernehmen soll, Carlotta schäumt vor Wut (Notes/Briefe). André und Firmin versuchen, Carlotta zum Bleiben zu bewegen (Prima Donna). Das Phantom droht außerdem, wenn seine Forderungen nicht erfüllt würden, dann werde eine Katastrophe geschehen.
Aufführung „Il Muto“ von Albrizzio (auch von Webber erfunden); Carlotta singt die Hauptrolle, Christine hat die Rolle des stummen Pagen. Das Phantom ärgert sich, dass seine Weisungen nicht befolgt wurden. Unter dessen Gelächter bringt Carlotta während der Aufführung plötzlich nur noch Gequake über die Lippen (Poor Fool He Makes Me Laugh/Zum Lachen dieser Narr). André und Firmin beruhigen das Publikum und künden an, dass die Aufführung mit Christine in der Hauptrolle weitergehen werde. Während des vorgezogenen Balletts fällt der mit dem „Punjab-Lasso“ erhängte Bouquet von oben herab auf die Bühne. Chaos bricht aus, Christine und Raoul fliehen aufs Dach. Christine hat panische Angst vor dem Phantom, Raoul versucht, sie zu beruhigen (Why Have You Brought Us Here?/Warum soweit hinauf?). Sie gestehen sich ihre Liebe und Raoul verspricht ihr, sie zu beschützen (All I ask of you/Mehr will ich nicht von dir). Das Phantom hat die Szene beobachtet und ist außer sich vor Wut (All I Ask of You (Reprise)/Mehr will ich nicht von dir (Reprise)). Es erscheint hoch über der Bühne und bringt den Kronleuchter zu Fall, der spektakulär auf die Bühne fällt.

### Akt II

#### Sechs Monate später
Maskenball zu Neujahr, André und Firmin freuen sich auf das neue Jahr (Masquerade/Maskenball). Raoul und Christine haben sich zuvor heimlich verlobt und wollen es nun verkünden. Das Phantom ist natürlich nicht eingeladen, erscheint aber trotzdem stilvoll als Roter Tod verkleidet (Why So Silent?/Was erschreckt Sie so?). Es gibt sich zu erkennen und übergibt den Direktoren seine neueste Komposition, die Oper „Don Juan, der Sieger“.
Raoul stellt Madame Giry. Sie erzählt ihm, dass sie vor Jahren auf dem Jahrmarkt ein Wunderkind gesehen hatte, welches in einem Käfig eingesperrt gewesen ist, weil es ein entstelltes Gesicht hatte. Dann konnte es fliehen. Raoul vermutet, dass dieses Kind nun das Phantom sei, doch Madame Giry meint, sie hätte schon zu viel gesagt.
Wieder stellt das Phantom in Briefen Forderungen an die Direktion, dieses Mal bezüglich seiner Oper Don Juan, der Sieger. So soll Christine die weibliche Hauptrolle der Aminta übernehmen, Carlotta lediglich eine Nebenrolle. Raoul und die Direktoren planen, dem Phantom bei dieser Aufführung eine Falle zu stellen: In der Annahme, dass das Phantom anwesend sein werde, wenn Christine singt, wollen sie es fangen und unschädlich machen (Notes/Noch mehr Briefe). Die nun folgenden Proben zur Oper des Phantoms verlaufen chaotisch.
Ängstlich flüchtet Christine auf den Friedhof, zum Grab ihres Vaters Gustav Daaé, von dem sie sich Trost erhofft und Hilfe, sich von den Kindheitsträumen zu lösen (Wishing you were somehow here again/Könntest du doch wieder bei mir sein). Doch auch auf dem Friedhof erscheint erneut das Phantom und versucht, sie wieder in seinen Bann zu ziehen (Wandering Child/Hilfloses Kind). Doch der plötzlich auftauchende Raoul kann Schlimmeres verhindern (Bravo Monsieur). Das Phantom schwört Rache.
Während der Aufführung des letzten Aktes seiner Oper ermordet das Phantom den Hauptdarsteller Ubaldo Piangi, nimmt völlig unerkannt dessen Platz als Don Juan ein und singt das Duett mit Christine (Point of no Return/Von nun an gibt es kein Zurück). Das Phantom nimmt einen Ring vom Finger, und Christine steckt ihn sich an. Der tote Piangi wird entdeckt. Christine demaskiert das Phantom auch für das Publikum sichtbar. In der Oper entsteht ein großes Durcheinander, welches es dem Phantom ermöglicht, zu fliehen und Christine erneut in sein Versteck in den Katakomben der Oper zu entführen (Down Once More/Nun hinab, Track Down This Murderer/Fasst diesen Mörder).
Raoul folgt den beiden mit Hilfe von Madame Giry, die ihm rät, stets die Hand auf Augenhöhe zu halten, damit das Lasso nur den Arm umschließt und er sich so wieder aus ihm befreien kann. Als sich Madame Giry nicht weiter in die finsteren Keller hinabwagt, geht Raoul allein weiter und wird vom Phantom gefangen. Dieses stellt Christine nun vor die Wahl: Entweder sie verbringt den Rest ihres Lebens zusammen mit dem Phantom, und Raoul wird freigelassen, oder Christine kann in Freiheit leben, und Raoul muss sterben. In einem Terzett macht sich jeder der drei Gedanken zu der entstandenen Situation. Schließlich fordert das Phantom Christine auf, sich zu entscheiden. Christine entschließt sich in einem Anflug von Mitleid, das Phantom zu umarmen, und küsst es auf den Mund. Die Verfolger kommen näher. Das Phantom weist Raoul an, zu verschwinden und Christine mitzunehmen. Christine und Raoul entfernen sich. Christine aber kehrt zurück und gibt ihm den Ring zurück, wonach sie wieder geht. Das Phantom setzt sich auf den Thron, und bevor die Verfolger ankommen, verschwindet es unter seinem Mantel. Meg Giry erreicht den Thron und nimmt die zurückgebliebene Maske mit der Hand auf (Final Lair/Im Versteck des Phantoms).

## Musiktitel
Einige Musiktitel existieren in unterschiedlichen Übersetzungen. In diesen Fällen ist die neuere Übersetzung in Klammern hinter der älteren Übersetzung angegeben.

### 1. Akt
1. Prolog
2. Ouvertüre
3. Proben zu „Hannibal“
4. Denk an mich (Carlotta)
5. Denk an mich (Christine)
6. Engel der Lieder (Engel der Muse)
7. Liebes Lottchen / Der Spiegel
8. Das Phantom der Oper
9. Die Musik der Dunkelheit (Die Musik der Nacht)
10. Die Erinnerung kommt zurück / Schlimmer als ein Albtraum
11. Zauberlasso
12. Briefe I
13. Primadonna
14. Eine Vorstellung der Oper „Il Muto“
15. Zum Lachen dieser Narr
16. Warum so weit hinauf
17. Raoul, ich sah ihn
18. Mehr will ich nicht von dir
19. Mehr will ich nicht von dir (Reprise)
20. Nun bist du dem Untergang geweiht

### 2. Akt
1. Zwischenaktmusik
2. Maskenball
3. Was erschreckt sie so?
4. Briefe II
5. Hier steh ich allein
6. Eine musikalische Probe zu „Don Juan, der Sieger“
7. Könntest du doch wieder bei mir sein
8. Hilfloses Kind (Rührendes Kind) / Bravo, Monsieur
9. Don Juan, der Sieger
10. Der letzte Schritt (Von nun an gibt es kein Zurück)
11. Auf der Bühne
12. Nun hinab
13. Spürt diesen Mörder auf
14. Das Versteck des Phantoms

## Aufführungen und Besetzung

### Deutschsprachige Fassung

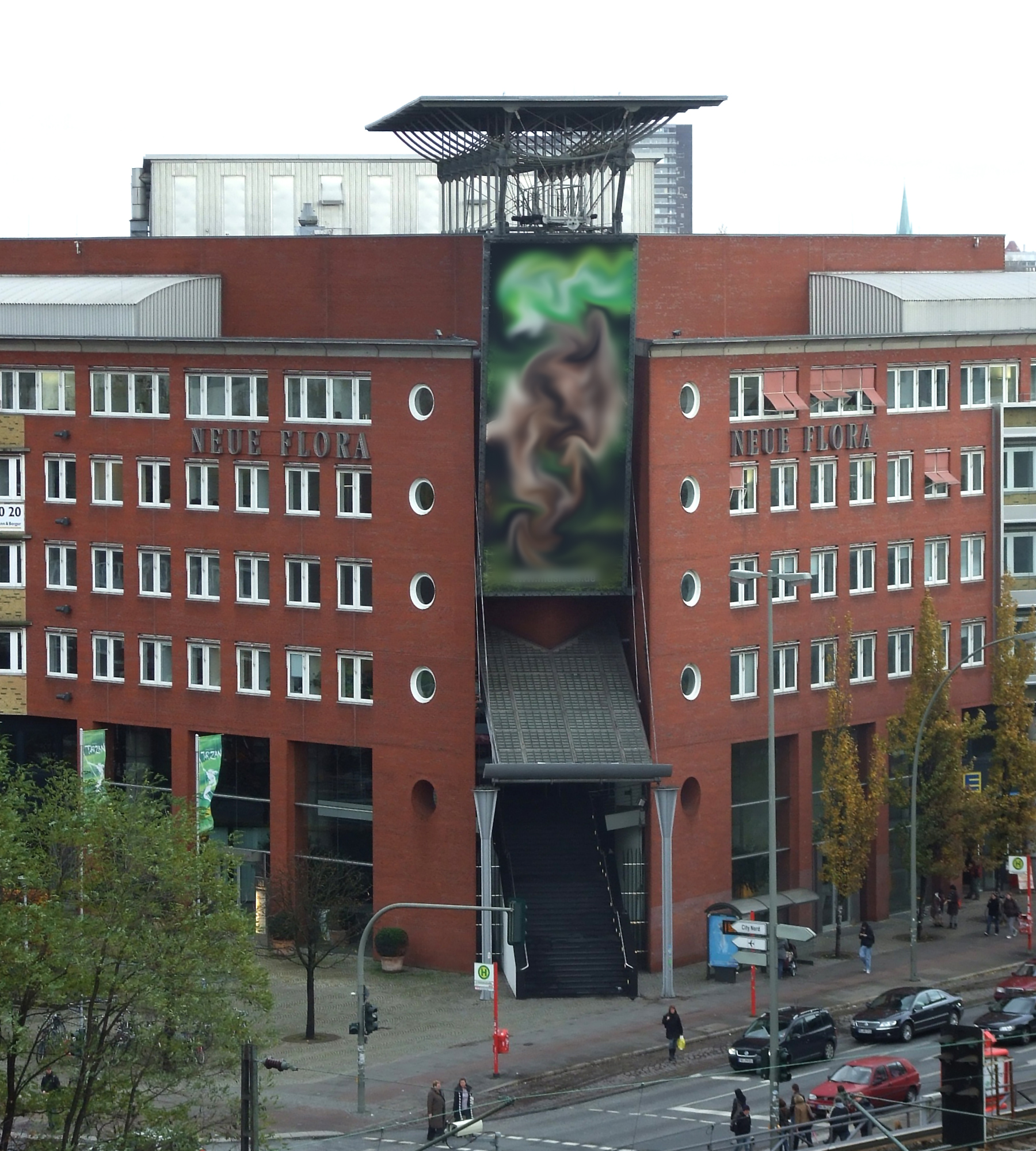
Stage Theater Neue Flora in Hamburg (2010)

Die deutschsprachige Erstaufführung fand am 20. Dezember 1988 im Theater an der Wien statt. Ab dem 9. Juni 1990 wurde das Musical im Wiener Raimund Theater gezeigt. Die letzte Vorstellung gab es am 30. Juni 1993. In insgesamt 1363 Vorstellungen sahen ca. 1,4 Millionen Besucher das Musical.
In Deutschland wurde das Stück elf Jahre lang von 1990 bis 2001 im eigens erbauten Musicaltheater Neue Flora in Hamburg aufgeführt. Die 4400 Aufführungen wurden von mehr als 6 Millionen Besuchern gesehen. 2002 bis 2004 lief das Stück im Palladium Theater in Stuttgart und von Herbst 2005 bis März 2007 wurde es 508 Mal im Colosseum Theater Essen aufgeführt.
Von Dezember 2013 bis September 2015 wurde die deutschsprachige Fassung des Musicals nach einer zwölfjährigen Pause wieder im Theater Neue Flora in Hamburg gezeigt. Diese Fassung wurde mit einem personell fast um die Hälfte reduzierten Orchester aufgeführt.
Im März 2024 kehrte das Stück ins Raimund Theater nach Wien in der neuen britischen Inszenierung von 2012 zurück.
- Wien: Premiere: 20. Dezember 1988, Derniere: 30. Juni 1993
- Hamburg: Premiere: 29. Juni 1990, Derniere: 30. Juni 2001
- Basel: Premiere: 12. Oktober 1995, Derniere: 1997
- Stuttgart: Premiere: 1. November 2002, Derniere: 23. Mai 2004
- Essen: Premiere: 29. September 2005, Derniere: 10. März 2007
- Hamburg: Premiere: 28. November 2013, Derniere: 30. September 2015
- Oberhausen: Premiere: 12. November 2015, Derniere: 4. September 2016
- Wien: Premiere: 15. März 2024, Derniere: offen

| Ort        | Spielzeit | Phantom | Christine                                                                    | Raoul |
| ---------- | --------- | --- | ---------------------------------------------------------------------------- | --- |
| Wien       | 1988–1993 | Alexander Goebel | Luzia Nistler Janet Chvatal Colleen Bessett                                  | Alfred Pfeifer Andrew Hambly-Smith                                                                                          |
| Hamburg    | 1990–2001 | Peter Hofmann Hartwig Rudolz Tim Tobin Thomas Schulze (1993–1998) Jerzy Jeszke                                                | Anna Maria Kaufmann Renée Knapp Colby Thomas                                 | Hartwig Rudolz |
| Basel      | 1995–1997 | |                                                                              | |
| Stuttgart  | 2002–2004 | Ian Jon Bourg | Janine Kitzen Maike Switzer alternierend: Kristin Hölck                      | Michael Shawn Lewis (November 2002 bis Januar 2003) Alen Hodzovic (Januar bis Oktober 2003) Carsten Axel Lepper (2003–2004) |
| Essen      | 2005–2007 | 2005-06 im Drei-Monats-Rhythmus: Thomas Borchert, Ian Jon Bourg Ethan Freeman, Uwe Kröger 2006-07: Christian Alexander Müller | Anne Görner Beatrix Reiterer alternierend: Sandra Danyella                   | Nikolaj Alexander Brucker                                                                                                   |
| Hamburg    | 2013–2015 | Mathias Edenborn alternierend: David Arnsperger alternierend: Rob Pitcher                                                     | Valerie Link alternierend: Lauri Brons alternierend: Michelle van de Ven     | Nicky Wuchinger |
| Oberhausen | 2015–2016 | Brent Barrett David Arnsperger alternierend: Nicky Wuchinger                                                                  | Elizabeth Welch alternierend: Daniela Braun alternierend: Annemarijn Maandag | Max Niemeyer |
| Wien       | ab 2024   | Anton Zetterholm | Lisanne Clémence Veeneman                                                    | Roy Goldman |

### Englische Fassung
| Ort                      | Spielzeit                | Phantom                        | Christine                          | Raoul                      |
| ------------------------ | ------------------------ | ------------------------------ | ---------------------------------- | -------------------------- |
| London                   | 1986/87                  | Michael Crawford               | Sarah Brightman                    | Steve Barton               |
| London                   | 2003                     | John Owen-Jones                | Celia Graham                       | Niklas Andersson           |
| London                   | 2004                     | John Owen-Jones                | Katie Knight Adams                 | Ramin Karimloo             |
| London                   | 2006                     | Earl Carpenter                 | Leile Benn Harris                  | David Shannon              |
| London                   | 2007 (bis 10. September) | Earl Carpenter                 | Robyn North Leila Benn Harries     | Michael Xavier             |
| London                   | 2007 (ab 10. September)  | Ramin Karimloo                 | Robyn North Leila Benn Harries     | Alex Rathgeber             |
| London                   | 2008                     | Ramin Karimloo                 | Robyn North Gina Beck              | Simon Bailey               |
| London                   | 2009                     | Ramin Karimloo                 | Gina Beck Tabitha Webb             | Simon Bailey Elliot Harper |
| London                   | 2010                     | Scott Davies                   | Sofia Escobar                      | Will Barratt               |
| London                   | 2011                     | John Owen-Jones                | Sofia Escobar                      | Will Barratt               |
| London Royal Albert Hall | 1. und 2. Oktober 2011   | Ramin Karimloo                 | Sierra Boggess                     | Hadley Fraser              |
| UK-Tour                  | 2012–2013                | John Owen-Jones Earl Carpenter | Katie Hall                         | Simon Bailey               |
| Broadway                 | 1988                     | Michael Crawford               | Sarah Brightman                    | Steve Barton               |
| Broadway                 | 2008                     | Howard McGillin John Cudia     | Marni Raab Elizabeth Loyacano      | Tim Martin Gleason         |
| Brisbane                 | 2008                     | Anthony Warlow                 | Ana Marina                         | Alexander Lewis            |
| US-Tour                  | 2008                     | Richard Todd Adams             | Trista Moldovan Kelly Jeanne Grant | Greg Mills                 |

## Unterschiede in den Inszenierungen
Abgesehen von der ungarischen und polnischen Version, die ganz eigene Bühnenbilder haben, sind in Bezug auf Dramaturgie und Bühnenbild alle internationalen Versionen sehr ähnlich. Dennoch gibt es Unterschiede: So ist die Londoner Fassung die einzige Inszenierung, bei der in der Szene auf dem Friedhof, als Christine das Phantom für ihren Vater hält, ein Terzett (Phantom, Christine, und Raoul) gesungen wird (dies wurde in die ungarische Version übernommen). In allen anderen Fassungen ist Raoul an dieser Stelle noch nicht auf der Bühne. Es findet nur ein Duett zwischen dem Phantom und Christine statt. Das Trio wurde Broadway im Jahr 2014 hinzugefügt und verwendet in Großbritannien und auf US-Touren sowie in Stockholm.
Der Kronleuchter stürzt, je nach den Gegebenheiten des Zuschauerraums, in unterschiedlichen Bahnen und Geschwindigkeiten herab. In London rutscht er langsam herunter, während er sich in den deutschen Versionen sehr schnell zu Boden bewegt. Der Leuchter der ersten australischen Produktion hatte eine Fallgeschwindigkeit von ca. 160 km/h und war damit der schnellste weltweit. In der neuen britischen Inszenierung von 2012 wurde der Kronleuchter mit mehreren pyrotechnischen Überraschungen versehen, auch fällt er nun direkt aufs Publikum hinab und nicht mehr auf die Bühne.

## Verfilmung
2004 entstand eine Verfilmung des Musicals unter der Regie von Joel Schumacher.
In der Filmversion wurden einige Änderungen vorgenommen. So stürzt der Kronleuchter nicht am Ende des ersten Aktes, also nach „All I ask of you (Reprise)“ ab, sondern fast am Ende des Films, nach „Point of no return“. Außerdem wurden im Film einige Szenen der Bühnenfassung weggelassen bzw. verschoben. Als Beispiel sind die Proben zu Don Juan zu nennen oder „Notes 2“, woraus einige Passagen an anderen Stellen wiederzufinden sind. Dafür wurden im Film neue Szenen eingearbeitet, wie der Schwertkampf zwischen Raoul und dem Phantom auf dem Friedhof.
Auch inhaltlich sind geringfügige Diskrepanzen auszumachen. In der Bühnenfassung erwähnt Madame Giry lediglich, dass sie vor langer Zeit auf einem Jahrmarkt einen entstellten Mann, der jedoch ein Genie sei, in einem Käfig gesehen habe, dass dieser eines Tages geflohen sei und dass sie ihn aber im Dunkeln der Oper wiedergesehen zu haben glaubt. Davon abweichend – und im völligen Widerspruch zu den Angaben des Romans – verhilft in der Filmversion Madame Giry dem jungen Phantom zur Flucht aus dem Jahrmarkt und bringt ihn in die Oper, wo er danach aufwächst. Darüber hinaus sind die Charaktere für das Kinopublikum etwas anders konzipiert als die der Bühnenversion.

## Phantom – The Las Vegas Spectacular
Im Venetian Resort Hotel am Las Vegas Strip wurde vom 12. Juni 2006 (12. „Previews“, offizielle Premiere 24. Juni) bis zum 2. September 2012 eine modernisierte Fassung des Musicals aufgeführt. Hierbei wurde ein besonderes Augenmerk auf die Spezialeffekte gelegt, wie etwa ein vierteiliger Kronleuchter. Das 40 Millionen Dollar teure Theater ist der Opéra Garnier in Paris nachempfunden. Die Originalbühnenbilder wurden stark erweitert, die Opern im Stück sind aufwendiger gestaltet, es kommen Stuntmen zum Einsatz. Außerdem wurde das Stück auf 95 Minuten gekürzt und es wird als Einakter ohne Pause gespielt. Einige Stücke wie etwa das „Zauberlasso“ (Magical lasso) und „Briefe II“ (Notes II) wurden ganz herausgenommen, andere Songs wie „Hannibal“ und „Il Muto“ beschnitten. Der Kronleuchterfall wurde verschoben, so fällt dieser wie auch im Kinofilm erst nach der Demaskierung bei „Point of no return“.

## Fortsetzung
Nachdem schon länger die Idee zu einer Fortsetzung des Phantoms der Oper bestanden hatte, feierte im Jahr 2010 Liebe stirbt nie (Love Never Dies) Premiere in London und wurde seitdem in mehreren weiteren Ländern gezeigt. Es stammt ebenfalls aus der Feder von Andrew Lloyd Webber (nach der Vorlage Das Phantom von Manhattan von Frederick Forsyth, 1999) und erzählt die weitere Lebensgeschichte des Phantoms, das mittlerweile auf Coney Island lebt und nach wie vor Christine vermisst. Von den bisherigen Charakteren sind neben dem Phantom, Christine und Raoul auch Madame Giry und Meg Giry dabei. Es gibt sowohl inhaltlich als auch musikalisch einige Anspielungen an das Phantom der Oper, ist jedoch als eigenständiges Werk auch ohne den ersten Teil verständlich.

## Tonaufnahmen

### Deutschsprachige Fassung
Es gibt verschiedene Aufnahmen des Musicals, welche sich in der Besetzung sowie einzelnen Liedtexten unterscheiden:
- Phantom der Oper – Deutsche Originalaufnahme

Aufnahme der Aufführung in Wien vom 18. April 1989
Doppel-CD, Polydor (Universal).
Besetzung:
- Phantom: Alexander Goebel
- Christine Daaé: Luzia Nistler
- Raoul: Alfred Pfeifer

- Das Phantom der Oper – Die Höhepunkte der Hamburger Aufführung

Aufnahme von Auszügen der Aufführung in Hamburg vom 15. November 1990
Compact Disc, Polydor (Universal).
Besetzung:
- Phantom: Peter Hofmann
- Christine Daaé: Anna Maria Kaufmann
- Raoul: Hartwig Rudolz

- Highlights Aus The Phantom Of The Opera

4-Track-Single der Aufführung aus Basel („Phantom der Oper“, „Musik der Nacht“, „Mehr will ich nicht von dir“ und „Könntest du doch wieder bei mir sein“)
Compact Disc, Polydor, 573225-2
deutsch gesungen
Besetzung:
- Phantom: Florian Schneider
- Christine Daaé: Ute Baum
- Raoul: Björn Olsson

Anmerkung: bei dieser CD handelt sich um eine Maxi-CD mit lediglich vier Titeln aus dem Musical. Sie erschien in nur geringer Auflage und ist seit einiger Zeit vergriffen, daher schwer zu finden.
- Das Phantom der Oper – Die Original Deutsche Filmmusik

Deutscher Soundtrack zum Film von Joel Schumacher (12. September 2005)
Compact Disc, SCL (Sony BMG).
Besetzung:
- Phantom: Uwe Kröger
- Christine Daaé: Jana Werner
- Raoul: Carsten Lepper
- Meg Giry: Jana Stelley

### Internationale Tonaufnahmen
Neben den deutschsprachigen Aufnahmen des Musicals gibt es noch weitere internationale Einspielungen
- Phantom of the Opera – Original London Cast Album

Aufnahme der Londoner Premierenbesetzung aus dem Jahre 1987
2 Compact Discs, Polydor (Universal).
englisch gesungen
Besetzung:
- Phantom: Michael Crawford
- Christine Daaé: Sarah Brightman
- Raoul: Steve Barton

- Phantom of the Opera – Japanische Originalaufnahme

Aufnahme der Aufführung in Tokyo von 1988
2 Compact Discs, Pony Canyon.
japanisch gesungen
Besetzung:
- Phantom: Masachika Ichimura
- Christine Daaé: Ryoko Nomura
- Raoul: Yūichirō Yamaguchi

Anmerkung: Diese Aufnahme ist seit Jahren vergriffen und daher äußerst schwer zu finden.
- Phantom of the Opera – Original Canadian Cast Album

Aufnahme von Auszügen aus der Aufführung in Toronto von 1990
Compact Disc, Polydor (PolyGram).
englisch gesungen
Besetzung:
- Phantom: Colm Wilkinson
- Christine Daaé: Rebecca Caine
- Raoul: Byron Nease

- Phantom of the Opera – Schwedische Originalaufnahme

Liveaufnahme (offiziell) der Aufführung in Stockholm von 1990
2 Compact Discs, Polydor.
schwedisch gesungen
Besetzung:
- Phantom: Mikael Samuelson
- Christine Daaé: Elisabeth Berg
- Raoul: Bengt Nordfors

- Phantom of the Opera – Niederländische Originalaufnahme

Aufnahme von Auszügen aus der Aufführung in Scheveningen von 1993
Compact Disc, Polydor.
niederländisch gesungen
Besetzung:
- Phantom: Henk Poort
- Christine Daaé: Joke de Kruijf
- Raoul: Peter de Smet

- Phantom of the Opera – Studio Cast

Studioaufnahme von Auszügen mit speziell für diese CD zusammengestellter Besetzung von 1993
Compact Disc, That’s Entertainment.
englisch gesungen
Besetzung:
- Phantom: Graham Bickley
- Christine Daaé: Claire Moore
- Raoul: John Barrowman

- Phantom of the Opera – 1. Japanische Neuaufnahme

Aufnahme der Aufführung in Japan von 1992
2 Compact Discs, Polydor (Universal).
japanisch gesungen
Besetzung:
- Phantom: Yūichirō Yamaguchi
- Christine Daaé: Kyoko Suzuki
- Raoul: Kanji Ishimaru

- Phantom of the Opera – Studio Cast

Studioaufnahme von Auszügen mit speziell für diese CD zusammengestellter Besetzung von 1996
Compact Disc, That’s Entertainment.
englisch gesungen
Besetzung:
- Phantom: Ethan Freeman
- Christine Daaé: Claire Moore
- Raoul: John Barrowman

Anmerkung: Auf dieser CD befinden sich neben 12 Liedern aus dem Phantom der Oper auch noch vier Bonustracks aus dem Musical Sunset Boulevard von Andrew Lloyd Webber.
- Phantom of the Opera – 2. Japanische Neuaufnahme

Jubiläums-Neuaufnahme der japanischen Aufführung von 1999
2 Compact Discs, Polydor (Universal).
japanisch gesungen
Besetzung:
- Phantom: Kiyotaka Imai
- Christine Daaé: Rumi Iryo
- Raoul: Daisuke Yanase

- El Fantasma de la Opera – Mexikanische Originalaufnahme

Aufnahme von Auszügen aus der Aufführung in Mexiko-Stadt von 2000
Compact Disc, Columbia.
spanisch gesungen
Besetzung:
- Phantom: Juan Navarro
- Christine Daaé: Irasema Terrazas
- Raoul: Jose Joel

- Phantom of the Opera – Original Korean Cast Album

Aufnahme von Auszügen aus der Aufführung in Seoul von 2002
Compact Disc, Universal.
koreanisch gesungen
Besetzung:
- Phantom: Yoon, Young-Seok
- Christine Daaé: Lee, Hye-Kyoung
- Raoul: Ryu, Jung-Han

- Az Operaház Fantomja – Ungarische Originalaufnahme

Aufnahme der Aufführung in Budapest von 2004
2 Compact Discs, Really Useful Records
ungarisch gesungen
Besetzung:
- Phantom: Sándor Sasvári
- Christine Daaé: Andrea Mahó
- Raoul: Zoltán Miller

- Upiór w Operze – Polnische Originalaufnahme

Aufnahme von Auszügen aus der Aufführung in Warschau von 2008
Compact Disc, Universal Music Poland.
polnisch gesungen
Besetzung:
- Phantom: Damian Aleksander
- Christine Daaé: Paulina Janczak
- Raoul: Marcin Mrozinski

- Phantom of the Opera – 2009 Korean Cast Album

Aufnahme von Auszügen aus der neuen Produktion in Korea von 2009
Compact Disc, Universal.
koreanisch gesungen
Besetzung:
- Phantom: Yang Junmo
- Christine Daaé: Kim Sohyun
- Raoul: JuHee Choi

- Phantom of the Opera – Die Original Englische Filmmusik

Englischer Soundtrack zum Film von Joel Schumacher (November 2004)
Compact Disc, Sony Classics.
englisch gesungen
Besetzung:
- Phantom: Gerard Butler
- Christine Daaé: Emmy Rossum
- Raoul: Patrick Wilson

- Phantom of the Opera at the Royal Albert Hall – 25th Anniversary Live Album

offizielles Live-Album der Gala-Aufführung anlässlich des 25-jährigen Jubiläums des Musicals
2 Compact Discs, Universal (Polydor).
englisch gesungen
Besetzung:
- Phantom: Ramin Karimloo
- Christine Daaé: Sierra Boggess
- Raoul: Hadley Fraser

- Призрак Оперы – Russische Originalaufnahme

Aufnahme von Auszügen aus der Aufführung in Moskau von 2015
Compact Disc, Universal.
russisch gesungen
Besetzung:
- Phantom: Dmitry Ermak
- Christine: Elena Bakhtiyarova
- Raoul: Evgeny Zaytsev

## Dokumentationen
- 2005: Behind the Mask: The Story of „The Phantom of the Opera“ (Dokumentation von Jamie Crichton, 67 Minuten)
- 2006: Phantom of the Opera: Behind the Mask (Dokumentation von Janice Sutherland, 90 Minuten)

## Weitere Phantom-Musicals
Das Musical von Andrew Lloyd Webber ist die bekannteste Adaption des Romans von Gaston Leroux. Nebst diesem Musical gibt es weitere Musicalversionen.